# Theropithecus
Theropithecus is een geslacht van primaten uit de familie van de Cercopithecidae. Het bevat een enkele levende soort, de gelada (Theropithecus gelada), afkomstig uit de Ethiopische Hooglanden.
Overige soorten zijn bekend uit fossielen, waaronder:
- Theropithecus brumpti
- Theropithecus darti
- Theropithecus oswaldi[1]